# Liste des routes asiatiques

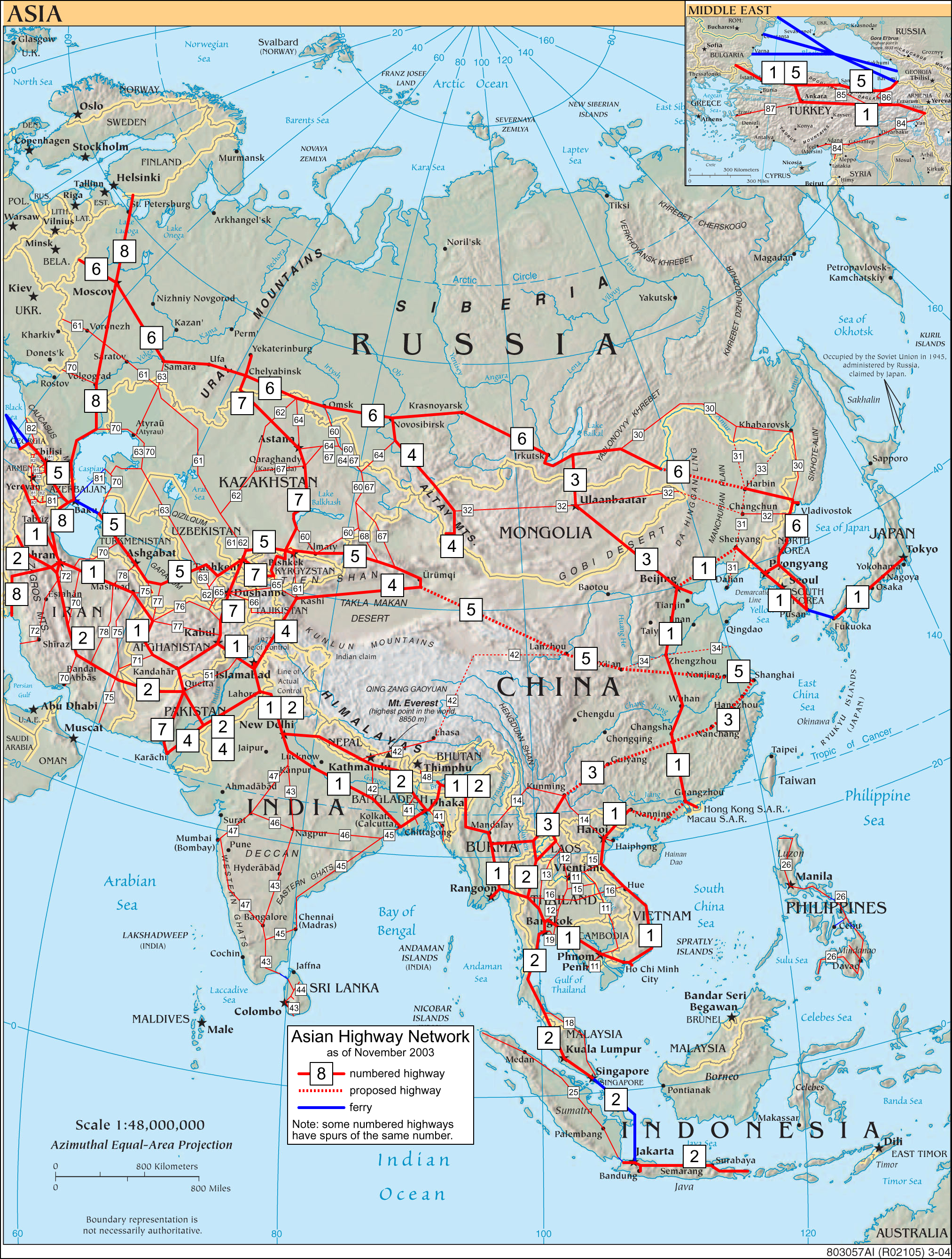
Carte des 8 routes de l'Asie internationales et transrégionales (routes AH à un chiffre)

Cet article liste les différents itinéraires de routes asiatiques (ou routes d'Asie) tels que prévus par l'Accord intergouvernemental sur le réseau routier asiatique en vigueur depuis le 4 juillet 2005.

## Numérotation
Les routes sont catégorisées en fonction de leur importance et de la partie du continent qu'elles desservent :
- Les numéros à un chiffre sont réservés aux itinéraires desservant plusieurs sections du continent,
- Les numéros 10–29 et 100–299 sont attribués à l'Asie du Sud-Est.
- Les numéros 30–39 et 300–399 sont attribués à l'Asie de l'Est et à l'Asie du Nord-Est.
- Les numéros 40–59 et 400–599 sont attribués à l'Asie du Sud .
- Les numéros 60–89 et 600–899 sont attribués à l'Asie du Nord, l'Asie centrale et l'Asie du Sud-Ouest.

## Liste des routes asiatiques

### Routes transrégionales
| Numéro | Longueur (km) | Origine                                                         | Destination                                                                              | Remarques               |
| ------ | ------------- | --------------------------------------------------------------- | ---------------------------------------------------------------------------------------- | ----------------------- |
| AH1    | 20 557        | Tokyo, Japon                                                    | Frontière entre la Turquie et la Bulgarie (cf. AH5)                                      | Se connecte à la E80.   |
| AH2    | 13 177        | Denpasar, Indonésie                                             | Khosravi, Iran                                                                           |                         |
| AH3    | 7 331         | Oulan-Oudé, Russie (section nord) Shanghai, Chine (section sud) | Tanggu, Chine (section nord) Chiang Rai, Thaïlande et Kyaing Tong, Myanmar (section sud) |                         |
| AH4    | 6 024         | Novossibirsk, Russie                                            | Karachi, Pakistan                                                                        |                         |
| AH5    | 10 380        | Shanghai, Chine                                                 | Frontière entre la Turquie et la Bulgarie (cf. AH1)                                      | Se connecte à la E80.   |
| AH6    | 10 475        | Busan, Corée du Sud                                             | Frontière entre la Russie et la Biélorussie                                              | Se prolonge par la E30. |
| AH7    | 5 868         | Iekaterinbourg, Russie                                          | Karachi, Pakistan                                                                        |                         |
| AH8    | 4 718         | Frontière entre la Russie et la Finlande                        | Bandar Emam, Iran                                                                        |                         |

### Routes d'Asie du Sud-Est
| Numéro | Longueur (km) | Origine                      | Destination                        | Remarques |
| ------ | ------------- | ---------------------------- | ---------------------------------- | --------- |
| AH11   | 1 588         | Vientiane, Laos              | Sihanoukville, Cambodge            |           |
| AH12   | 1 195         | Nateuy, Laos                 | Hin Kong, Thaïlande                |           |
| AH13   | 730           | Oudomxai, Laos               | Nakhon Sawan, Thaïlande            |           |
| AH14   | 2 077         | Hai Phong, Vietnam           | Mandalay, Myanmar                  |           |
| AH15   | 566           | Vinh, Vietnam                | Udon Thani, Thaïlande              |           |
| AH16   | 1 032         | Dong Ha, Vietnam             | Tak, Thaïlande                     |           |
| AH18   | 1 042         | Hat Yai, Thaïlande           | Chaussée Johor-Singapour, Malaisie |           |
| AH19   | 459           | Nakhon Ratchasima, Thaïlande | Bangkok, Thaïlande                 |           |
| AH25   | 2 549         | Banda Aceh, Indonésie        | Merak, Indonésie                   |           |
| AH26   | 3 517         | Laoag, Philippines           | Zamboanga, Philippines             |           |

### Routes d'Asie de l'Estet d'Asie du Nord-Est
| Numéro | Longueur (km) | Origine                | Destination      | Remarques |
| ------ | ------------- | ---------------------- | ---------------- | --------- |
| AH30   | 2 739         | Oussouriisk, Russie    | Tchita, Russie   |           |
| AH31   | 1 595         | Belogorsk, Russie      | Dalian, Chine    |           |
| AH32   | 3 748         | Sonbong, Corée du Nord | Hovd, Mongolie   |           |
| AH33   | 575           | Harbin, Chine          | Tongjiang, Chine |           |
| AH34   | 1 033         | Lianyungang, Chine     | Xi'an, Chine     |           |

### Routes d'Asie du Sud
| Numéro | Longueur (km) | Origine                                      | Destination                          | Remarques                                      |
| ------ | ------------- | -------------------------------------------- | ------------------------------------ | ---------------------------------------------- |
| AH41   | 948           | frontière entre la Birmanie et le Bangladesh | Mongla, Bangladesh                   |                                                |
| AH42   | 3 754         | Lanzhou, Chine                               | Barhi, Inde                          |                                                |
| AH43   | 3 024         | Agra, Inde                                   | Matara, Sri Lanka                    |                                                |
| AH44   | 107           | Dambulla, Sri Lanka                          | Trincomalee, Sri Lanka               |                                                |
| AH45   | 2 030         | Kolkata, Inde                                | Bangalore, Inde                      |                                                |
| AH46   | 1 967         | Hazira, Inde                                 | Calcutta, Inde                       | Appelée en Inde la Grande Autoroute orientale. |
| AH47   | 2 057         | Gwalior, Inde                                | Bangalore, Inde                      |                                                |
| AH48   | 1             | Phuentsholing, Bhoutan                       | Frontière entre le Bhoutan et l'Inde |                                                |
| AH51   | 862           | Peshawar, Pakistan                           | Quetta, Pakistan                     |                                                |

### Routes d'Asie du Nord, d'Asie centraleet d'Asie du Sud-Ouest
| Numéro | Longueur (km) | Origine                                    | Destination                            | Remarques |
| ------ | ------------- | ------------------------------------------ | -------------------------------------- | --------- |
| AH60   | 2 151         | Omsk, Russie                               | Burubaital, Kazakhstan                 |           |
| AH61   | 4 158         | Kashi, Chine                               | Frontière entre la Russie et l'Ukraine |           |
| AH62   | 2 722         | Petropavl, Kazakhstan                      | Mazari Sharif, Afghanistan             |           |
| AH63   | 2 434         | Samara, Russie                             | Gʻuzor, Ouzbékistan                    |           |
| AH64   | 1 666         | Barnaoul, Russie                           | Petropavlovsk, Russie                  |           |
| AH65   | 1 250         | Kashi, Chine                               | Termez, Ouzbékistan                    |           |
| AH66   | 995           | Frontière entre la Chine et le Tadjikistan | Douchanbé, Tadjikistan                 |           |
| AH67   | 2 288         | Kuitun, Chine                              | Zhezkazgan, Kazakhstan                 |           |
| AH68   | 278           | Jinghe, Chine                              | Oucharal, Kazakhstan                   |           |
| AH70   | 4 832         | Frontière entre l'Ukraine et la Russie     | Bandar Abbas, Iran                     |           |
| AH71   | 426           | Dilaram, Afghanistan                       | Dashtak, Iran                          |           |
| AH72   | 1 147         | Téhéran, Iran                              | Bushehr, Iran                          |           |
| AH75   | 1 871         | Tejen, Turkmenistan                        | Chabahar, Iran                         |           |
| AH76   | 986           | Pol-e Khomri, Afghanistan                  | Herat, Afghanistan                     |           |
| AH77   | 1 298         | Djbulsarcj, Afghanistan                    | Mary, Turkménistan                     |           |
| AH78   | 1 076         | Achgabat, Turkménistan                     | Kerman, Iran                           |           |
| AH81   | 1 143         | Larsi, Géorgie                             | Aqtaw, Kazakhstan                      |           |
| AH82   | 1 261         | Frontière entre la Russie et la Géorgie    | Iveoqlu, Iran                          |           |
| AH83   | 172           | Kazakh, Azerbaïdjan                        | Yerevan, Arménie                       |           |
| AH84   | 1 188         | Doğubeyazıt, Turquie                       | İçel, Turquie                          |           |
| AH85   | 338           | Refahiye, Turquie                          | Merzifon, Turquie                      |           |
| AH86   | 247           | Askale, Turquie                            | Trabzon, Turquie                       |           |
| AH87   | 606           | Ankara, Turquie                            | İzmir, Turquie                         |           |